# Vandenberg AFB Launch Facility 25
Vandenberg AFB Launch Facility 25 (LF-25) ist ein Raketensilo auf der Vandenberg Air Force Base in Kalifornien, USA.
Das Silo wurde in den 1960er und 1970er Jahren zu Forschungs- und Erprobungsstarts der Minuteman-Rakete verwendet.

## Startliste
| Datum              | Zeit (UTC) | Raketentyp  | Nutzlast                             | Anmerkungen    |
| ------------------ | ---------- | ----------- | ------------------------------------ | -------------- |
| 16. Februar 1966   |            | Minuteman 2 | Minuteman 2 2033                     | Erprobungsflug |
| 10. Januar 1968    | 09:58      | Minuteman 2 | Minuteman 2 2437 ST Olympic Trials 6 | Testflug       |
| 21. November 1968  | 18:28      | Minuteman 2 | Minuteman 2 2556 GIANT BLADE 2       | Testflug       |
| 18. April 1969     |            | Minuteman 2 | Minuteman 2 2287 ST 3                |                |
| 28. Mai 1969       |            | Minuteman 2 | Minuteman 2 2131 OT GT7F             | Testflug       |
| 8. Juli 1969       |            | Minuteman 2 | Minuteman 2 2062 OT GT14F            | Testflug       |
| 24. September 1969 |            | Minuteman 2 | Minuteman 2 2129 OT GT21F            | Testflug       |
| 21. Mai 1970       |            | Minuteman 2 | Minuteman 2 2486 OT GT55F            | Testflug       |
| 3. August 1970     |            | Minuteman 2 | OT GT61F                             | Testflug       |
| 14. September 1970 | 23:30      | Minuteman 2 | OT GT67F                             | Testflug       |
| 22. Oktober 1970   | 22:35      | Minuteman 2 | OT GT69F (Salvo)                     | Testflug       |
| 25. Februar 1971   | 02:00      | Minuteman 2 | FOT GT102F                           | Testflug       |
| 4. August 1971     |            | Minuteman 2 | FOT GT104F-1                         | Testflug       |
| 6. Oktober 1971    |            | Minuteman 2 | OT GT86F                             | Testflug       |
| 16. Oktober 1972   |            | Minuteman 3 | OT GT17GB                            | Testflug       |
| 12. Dezember 1972  |            | Minuteman 3 | OT GT19GB                            | Testflug       |
| 27. April 1973     |            | Minuteman 3 | OT GT21GB                            | Testflug       |
| 6. Juli 1973       |            | Minuteman 3 | OT GT23GB                            | Testflug       |
| 26. Januar 1974    | 14:00      | Minuteman 3 | OT GT24GB-1                          | Testflug       |
| 12. Oktober 1974   | 08:30      | Minuteman 3 | PVM-7                                | Erprobungsflug |
| 3. Dezember 1974   |            | Minuteman 3 | FOT GT47GB                           | Testflug       |
| 4. März 1976       |            | Minuteman 3 | FOT GT52GB                           | Testflug       |